# Franz von Pocci
Le comte Franz von Pocci ([prononcé en allemand : [pɔtʃi]]), né le 7 mars 1807 à Munich et mort le 7 mai 1876 dans la même ville, est un dessinateur, caricaturiste, graveur, écrivain et compositeur bavarois. Il a écrit des œuvres pour théâtre de marionnettes.

## Biographie
La père de Franz von Pocci est le comte italien Fabrizio Evaristo von Pocci (1766-1844), installé en Bavière depuis 1781, militaire au service de l'électeur bavarois Charles-Théodore de Bavière ; lors de la naissance de son fils en 1807, il a le grade d'officier (Generalleutnant) et est l'intendant de la maison royale de la reine consort de Bavière Caroline de Bade. Sa mère, la baronne allemande Xaveria von Posch, dame du palais auprès de la reine Thérèse de Bavière, s'intéresse à l'art : elle peint des paysages et grave ; elle donne au jeune Franz sa première formation artistique. 
Franz von Pocci fait des études de droit à l'université de Munich et à celle de Landshut. En 1830, à l'âge de 23 ans, il devient maître de cérémonie à la cour de Louis Ier, roi de Bavière, qu'il accompagne lors de voyages en Italie. En 1847, il est nommé directeur musical de la cour (c'est l'année où Franz Strauss intègre l’Orchestre Royal de la Cour de Munich en tant que corniste ; Pocci convaincra la cour d'augmenter son salaire car « si ce virtuose quitte l’orchestre, il sera irremplaçable ») et en 1864 chambellan en chef. Outre Munich, Pocci réside au château Ammerland, situé à Münsing sur les rives du lac de Starnberg, où son père s'était installé en 1842 et qu'il occupe après la mort de ce dernier.
Franz von Pocci joue un rôle de premier plan dans la société munichoise à divers titres. C'est l'un des membres fondateurs avec Ludwig Schwanthaler en 1831 de la société savante Gesellschaft für deutsche Alterthumskunde zu den drei Schilden (qui deviendra en 1885 la Historischer Verein von Oberbayern).
Pocci est l'un des soutiens les plus actifs du marionnettiste Josef Leonhard Schmid qui obtient en 1858 l'autorisation de fonder sa compagnie, le Münchner Marionettentheater (Théâtre de marionnettes de Munich), ; il crée pour ce théâtre à partir de 1858 de nombreux spectacles de marionnettes en s'appuyant sur des textes folkloriques allemands, des contes de fées, des opéras et des pièces de théâtre. Sur ses conseils, Schmid propose un théâtre de marionnettes pour enfants et pour adultes.

## Œuvre

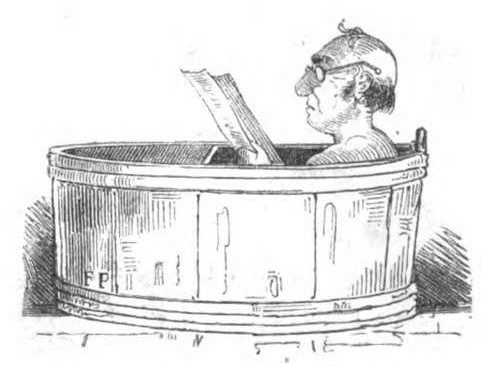
Dans le bain, caricature de Franz von Pocci dans l'hebdomadaire Fliegende Blätter, 1845

Pocci, qui est surnommé Kasperlgraf, a écrit plus de 40 pièces de marionnettes pour le théâtre de marionnettes. Il est également caricaturiste et musicien : il dessine des caricatures pour des hebdomadaires munichois  comme les Fliegende Blätter, avec notamment la série Der Staatshämorrhoidarius (L'état hémorroïdaire), caricature des fonctionnaires et de la bureaucratie, ou les Münchener Bilderbogen. Très productif, il a laissé d'innombrables caricatures et environ 600 morceaux de musique, dont la chanson Wenn ich ein Vöglein wär (Si j'étais un petit oiseau). Il écrit en 1832 sur la suggestion de Felix Mendelssohn un opéra en un acte Der Alchymist, créé en 1840 à l'opéra de Munich, sans succès. En 1843 il écrit les paroles d'une chanson Wenn die letzten Sterne bleichen (Quand les dernières étoiles pâlissent) dont la musique est écrite par Franz Liszt ; la partition autographe a été retrouvée en 2007 dans les manuscrits de Pocci conservés à la bibliothèque de Munich.
En tant que graveur, il collabore avec le poète et historien Guido Görres pour illustrer des contes dans des publications destinées aux enfants, comme les Festkalender in Bildern und Liedern (3 volumes, parus de 1835 à 1859) ou Geschichten und Lieder mit Bildern, de 1840 à 1845. Il écrit également des 
livres pour enfants qu'il illustre.

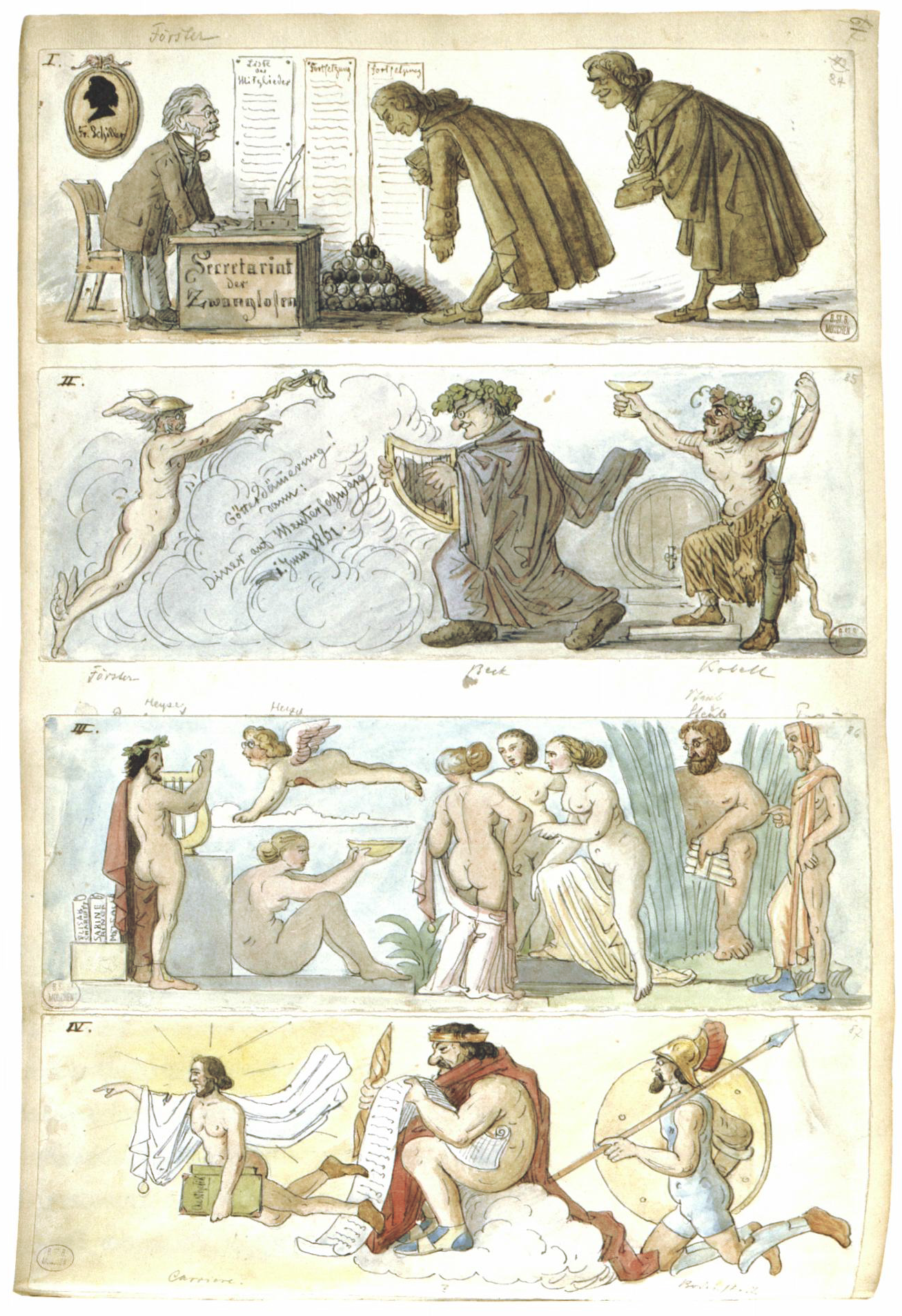
Caricature pour la Zwanglose Gesellschaft München, vers 1840.

De 1837 à 1875, Pocci est membre de la Zwanglose Gesellschaft München, un club pour artistes, pour lequel il réalise de nombreux dessins et gravures.

### Recueils pour théâtre de marionnettes
Ses textes pour théâtre de marionnettes sont centrés autour du personnage de Larifari, plutôt ambivalent, avec des côtés sombres, tel un adulte qui n'a jamais grandi ; il n'a pas de parents, mais a été placé par un magicien dans un œuf d'or qu'on a donné à une poule pour le faire éclore. C'est un hâbleur, un filou et un être narcissique.
- Neues Kasperl-Theater, 1855 : Kasperls Heldentaten ; Kasperl als Professor ; Madame Grethel ; Kasperl als Nachtwächter ; Kasperl in China ; Die Prüfung. Ein beispielloses Spektakelstück.
- Lustige Komödienbüchlein (Livret joyeux de comédies), 6 vol., 1859-1877, comprenant cinquante-trois comédies de Kasperl, prologues et intermèdes écrits pour le Théâtre de marionnettes de Munich de Josef Leonhard Schmid[8],[9] : 
  - vol. 1, 1859 : Prinz Rosenroth und Prinzessin Lilienweiß ; Kasperl unter den Wilden (Kasper chez les sauvages), la plus ancienne pièce de théâtre de marionnettes traitant de l'Afrique[10] ; Heinrich von Eichenfels ; Kasperl in der Türkei (Kasperl en Turquie) ; Blaubart ; Kasperl als Porträtmaler ; Dornröslein.
  - vol. 2, 1861 : Doktor Sassafras ; Der Weihnachtsbrief ; Die drei Wünsche ; Die Taube ; Munzl, der gestiefelte Kater ; Prinz Herbed ; Kasperl als Garibaldi.
  - vol.3, 1869 : Hansel und Grethel oder der Menschenfresser ; Die stolze Hildegard oder Asprian mit dem Zauberspiegel ; Das Märchen vom Rothkäppchen ; Albert und Bertha oder Kasperl im Sacke ; Die Zaubergeige ; Kasperl als Prinz.
  - vol. 4, 1874 : Kalasiris, die Lotosblume ; Das Schusserspiel ; Die geheimnißvolle Pastete ; Die sieben Raben ; Das Glück ist blind ; Waldkönig Laurin ; Das Eulenschloß.
  - vol. 5, 1875 : Aschenbrödel ; Der artesische Brunnen oder Kasperl bei den Leuwutschen ; Kasperl als Turner ; Kasperl wird reich ; Der Zaubergarten (Zwischenspiel) ; Crocodilus und Persea, oder der verzauberte Krebs ; Schimpanse, der Darwinaffe.
  - vol. 6, 1877 : Undine, die Wassernixe ; Kasperl in der Zauberflöte ; Die Erbschaft ; Schuriburiburilchuribimbampuff oder Kasperl als Bergknappe ; Der gefangene Turko ; König Drosselbart.

### Livres pour enfants (sélection)
- Hänsel und Grethel, ein Märlein, Munich, Georg Franz, 1839.
- Blaubart: Ein Märchen. Erzählt u. gezeichnet von F. Pocci, Munich, Christian Kaiser, 1845 (2e édition en 1846) En ligne.
- avec Karl von Raumer : Alte und neue Kinder Lieder : mit Bildern und Singweisen, Leipzig, Breitkopf & Härtel, 1852 En ligne..
- Frühlings-Laube für gute Kinder, Francfort, C. Krebs-Schmitt, 1852 En ligne.
- Was du willst : ein Büchlein für Kinder, Munich, Braun et Schneider, 1853 En ligne.

### Der Staatshämorrhoidarius
Le thème principal de L'état hémorroïdaire est la représentation satirique des fonctionnaires et de la bureaucratie. 

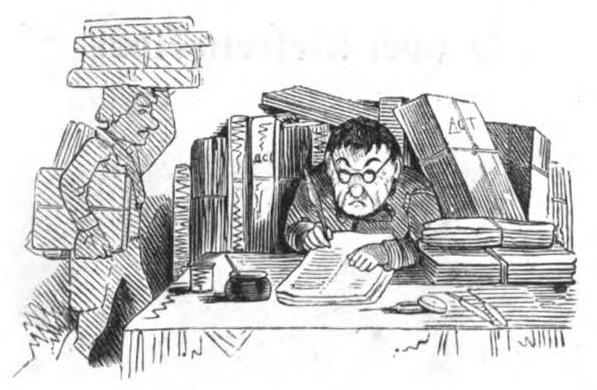
La première caricature de la série

La première planche avec neuf caricatures est publiée dès la première année de parution des Fliegende Blätter en 1845 dans le numéro 8 ; la deuxième paraît dans le numéro 21 de la même année ; les caricatures, isolées ou en planche, paraissent jusqu'en 1863, sans périodicité établie (entre 1848 et 1853, il n'y a aucune publication). Une édition en livre est publiée en 1857.

## Postérité
Les œuvres de Pocci, sa correspondance, ses dessins et ses gravures sont conservés  à la Bayerische Staatsbibliothek de Munich ; la plus grande partie est numérisée et accessible en ligne. 
Lors du 200e anniversaire de la naissance de l'artiste, la bibliothèque a organisé une exposition du 27 juillet au 14 octobre 2007 consacrée à l'écrivain, au dessinateur et au compositeur ; devant le théâtre de marionnettes, un monument a été érigé à l'entrée de la Blumenstrasse, par l'artiste Ernst Grünwald : sa forme rappelle une petite scène transportable, où, devant un portrait de Pocci, un enfant munichois présente le Kasperl Larifari qui s'incline.
Une rue de Munich, la Poccistraße et la station de métro adjacente portent son nom ; à Landshut le Graf-Pocci-Weg et à Ingolstadt la Poccistraße ont été dénommés en son honneur.
Werner Egk compose un opéra en trois actes Le Violon enchanté (Die Zaubergeige), sur un livret écrit par lui-même et Ludwig Strecker fils, s'inspirant du théâtre de marionnettes de Franz von Pocci ; il est créé le 22 mai 1935 à Francfort-sur-le-Main.